# Paul Finch

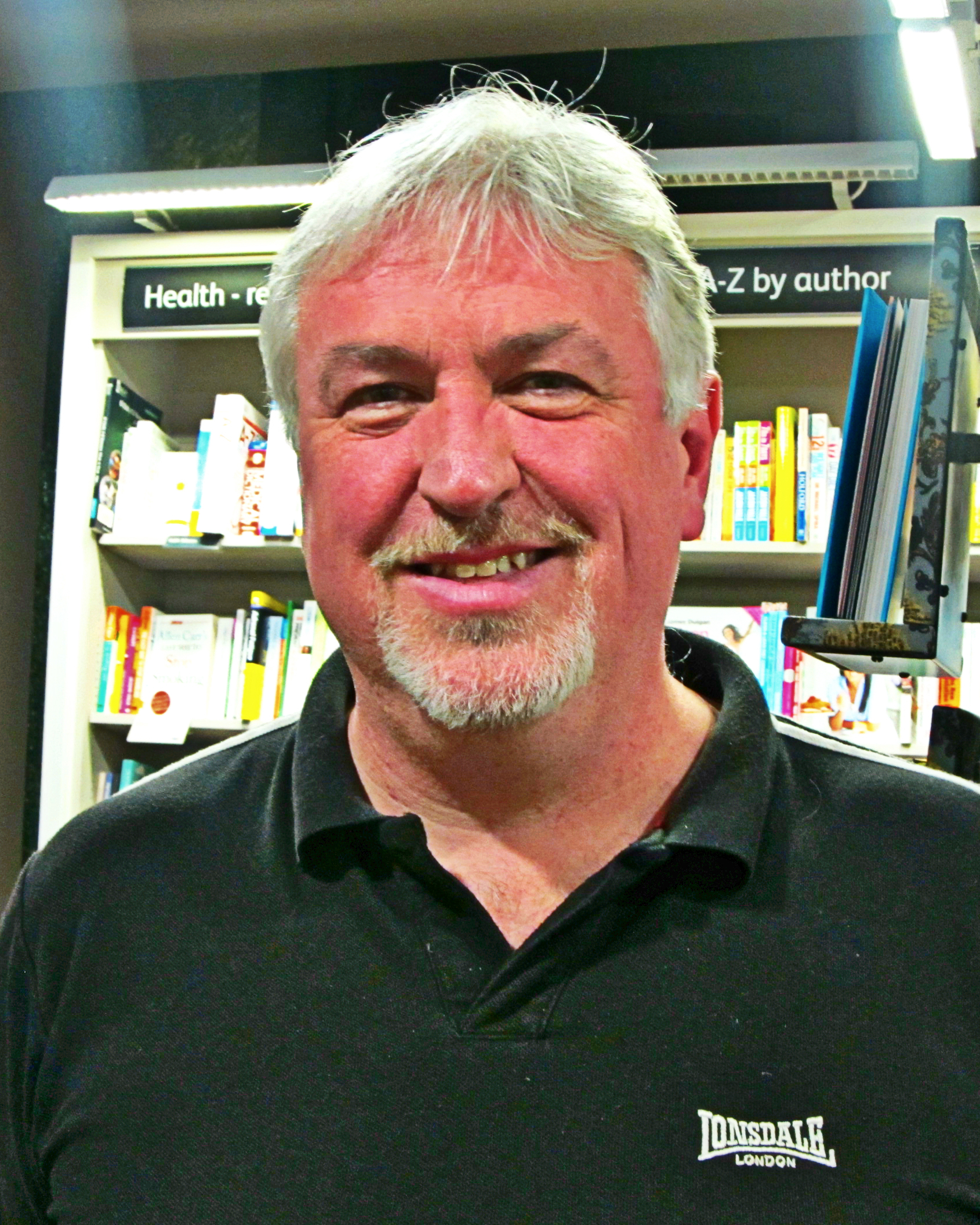
Paul Finch (2015)

Paul Finch (* 1964) ist ein britischer Schriftsteller.

## Leben
Finch war bis 1988 Polizist in Manchester, arbeitete anschließend als Journalist und wurde Schriftsteller. Seine bekanntesten Werke handeln von dem Detective Sergeant Mark „Heck“ Heckenburg. 2002 wurde er mit dem British Fantasy Award für seine Sammlung Aftershocks ausgezeichnet. 2007 folgte die nächste Auszeichnung für seine Novelle KID.
Finch ist verheiratet, lebt in Standish und hat zwei Kinder.

## Werke (Auswahl)
Thriller
Mark-Heckenburg-Reihe
- Mädchenjäger.
  - Originaltitel: Stalkers. Piper Taschenbuchverlag, München 2014, ISBN 978-3-492-30462-7 (übersetzt von Johannes Sabinski).
- Rattenfänger.
  - Originaltitel: Sacrifice. Piper Taschenbuchverlag, München 2014, ISBN 978-3-492-30579-2 (übersetzt von Bärbel und Velten Arnold).
- Spurensammler.
  - Originaltitel: The Killing Club. Piper Taschenbuchverlag, München 2015, ISBN 978-3-492-30683-6 (übersetzt von Bärbel und Velten Arnold).
- Schattenschläfer.
  - Originaltitel: Dead Man Walking. Piper Taschenbuchverlag, München 2016, ISBN 978-3-492-30687-4 (übersetzt von Bärbel und Velten Arnold).
- Totenspieler.
  - Originaltitel: Hunted. Piper Taschenbuchverlag, München 2016, ISBN 978-3-492-30916-5 (übersetzt von Bärbel und Velten Arnold).
- Feuerläufer.
  - Originaltitel: Ashes to Ashes. Piper Taschenbuchverlag, München 2017, ISBN 978-3-492-30974-5 (übersetzt von Bärbel und Velten Arnold).
- Angstbringer.
  - Originaltitel: Kiss of Death. Piper Taschenbuchverlag, München 2019, ISBN 978-3-492-31478-7 (übersetzt von Bärbel und Velten Arnold).

Lucy-Clayburn-Reihe
- Schwarze Witwen. Piper Taschenbuchverlag, 2017, ISBN 978-3-492-31042-0
- Im Schatten des Syndikats. Piper Taschenbuchverlag, 2019, ISBN 978-3-492-31374-2
- Nacht der Hunde. Piper Taschenbuchverlag, 2021, ISBN 978-3-492-31558-6

## Auszeichnungen (Auswahl)
- 2007 International Horror Guild Award in der Kategorie 'Novell (Medium Fiction)' für The Old North Road